# Dəmiraparançay
Dəmiraparançay – rzeka w Azerbejdżanie. Bierze początek na południowym zboczu Pasma Głównego (Baş Qafqaz silsiləsi) – środkowej części Wielkiego Kaukazu, w rejonie Qəbələ, na wysokości 3850 m n.p.m. Uchodzi lewobrzeżnie do Türyançay.
Ma 69 km długości. Zlewnia zajmuje powierzchnię 596 km².